# Rob Bontje
Pour les articles homonymes, voir Bontje.
Rob Bontje est un joueur de volley-ball néerlandais né le 12 mai 1981 à Grevenbicht. Il mesure 2,06 m et joue central.

## Clubs
| Club                       | Pays     | De        | À         |
| -------------------------- | -------- | --------- | --------- |
| VC Sittard                 | Pays-Bas | 1996-1997 | 2000-2001 |
| SSS Barneveld              | Pays-Bas | 2001-2002 | 2002-2003 |
| Ortec Nesselande Rotterdam | Pays-Bas | 2003-2004 | 2003-2004 |
| Padoue                     | Italie   | 2004-2005 | 2004-2005 |
| Vibo Valentia              | Italie   | 2005-2006 | 2005-2006 |
| Marmi Lanza                | Italie   | 2006-2007 | 2006-2007 |
| Antonveneta Padoue         | Italie   | 2007-2008 | …         |